# 化学元素的中文命名法
元素的中文命名法，是指使用中文来命名化学元素的方法。
每个元素使用一个汉字来表示。在古代已知的元素，則已有现成的汉字命名，如：金、銀、鐵、汞；而古人未知，近代新发现的元素则通常使用形声命名。
从元素的偏旁部首能够反映出其性质和常溫下的状态。中国大陆和台灣的用字稍有不同。
由于汉语元素名称为单字，所以有时，口语中为了利于听清，会特意强调称为“某元素”，如“铜”称“铜元素”。
118号之后未命名的元素汉语常称为“某号元素”，如“119号元素”。

## 历史
清朝1855年，英国医生和传教士合信在上海墨海书馆发表了一篇名为《博物新编》的科学书。在这本书中，元素被翻译为“元质”，并介绍了诸如氢气，氮气和氧气等气体的特性和制造方法 。元素名称的翻译不一致，氢被翻译为“轻气”或“水母气”，氧被翻译为“养气”或“生气”。氮是“淡气” 。“水母气”似乎是基于英语单词“hydrogen”的词源的翻译，其他翻译似乎与相应英语单词的词源无关。
自《博物新篇》之后，到19世纪70年代为止，《金石识别》、《格物入门》、《化学初阶》、《化学鉴原》等书籍试图将化学元素的名称翻译成中文。正如后面的对照表所示，这些译词因作者而异。
美国医生兼传教士玛高温和华蘅芳译了詹姆斯·德怀特·达纳的矿物学文件《Manual of Mineralogy》，名为《金石识别》 。在所有12卷的第11卷的末尾，都有一个原子量列表，称为“重率全表”，并且元素名称有些意译，有些音译，例如，英语“sodium”（钠）翻译为“素地恩”，“夕里西恩”被认为是英语“silicium”（“silicon”的同义词）（硅）的翻译。
美国传教士丁韪良著有《格物入门》。全7卷中卷六处理化学，其中有一个元素一览表，名为“原行总目”。该一览表所载元素部分附有中文翻译，其译词如下表所示，大致为直译。本书翻译为砷的“信石”是指在信浓国生产的石头，其中含有三氧化二砷。翻译成锰的“蒙石”，可能是音译。
嘉约翰和何瞭然以乔治·福恩斯（George Fownes）的《Manual of Chemistry》和大卫·埃姆斯·威尔斯（David Ames Wells）的《Well's Principles and Applications of Chemistry》为基础著有《化学初阶》 。如下表所示，元素名称有两种类型，一种是意译，另一种是音译。意译如“钒”（铝），通过在“矾”的同音字“凡”中添加金字旁，表示铝。音译如“鍟”（锌），用“星”模仿英语“zinc”的发音，表示锌。
傅兰雅和徐寿将《Well's Principles and Applications of Chemistry》翻译为《化学鉴原》。该书采用的命名规则在卷一“第二十九节 华字命名”中进行了说明。由于很难以简明的方式意译元素的名称，并且对西方名称完整音译会过于冗长 ，因此，将西方发音的第一个音节译成一个汉字，如果不方便，则将下一个音节译成一个汉字，并向该汉字添加了偏旁（石字旁、金字旁）表示元素种类 。另外，如果元素名称不是一个汉字，化合物命名就不方便，因此“白铅”或“倭铅”改为音译“锌”（zinc），“白金”改为“铂”。
在《化学鉴原》中，只有元素名称是一个汉字，才能命名化合物。在该书中，将组成式和分子式的元素符号替换为汉字，并将阿拉伯数字替换为汉字数字表示化合物。例如，在该书中，三氧化硫（SO3）为“硫养三”  ，二氧化碳（CO2）由“ 炭养二”表示（“养”为“养气”，即氧气。实际上是直写）。
下表对这四部书中1－35号元素的翻译进行了对比。“淡气”在《格物入门》中指氢气，而在《化学初阶》和《化学鉴原》中指氮气；“钒”在《化学初阶》中指Al（铝），而在《化学鉴原》指V。另外，《金石识别》是多字音译，《格物入门》是意译，《化学初阶》是单字翻译（包括音译和意译），《化学鉴原》是单字音译，这种趋势可以看出来。此外，可以看出，目前的翻译类似于《化学鉴原》的翻译。
| 序数 | 符号 | 金石识别   | 格物入门 | 化学初阶 | 化学鉴原 | 现代名称 |
| ---- | ---- | ---------- | -------- | -------- | -------- | -------- |
| 1    | H    | 輕氣       | 淡氣     | 輕氣     | 輕氣     | 氢       |
| 3    | Li   | 劣非地恩   |          | 鋰       | 鋰       | 锂       |
| 5    | B    | 布而倫     | 硼精     | 硼       | 𥑢       | 硼       |
| 6    | C    | 炭         | 炭精     | 炭精     | 炭       | 碳       |
| 7    | N    | 硝氣       | 硝氣     | 淡氣     | 淡氣     | 氮       |
| 8    | O    | 養氣       | 養氣     | 養氣     | 養氣     | 氧       |
| 9    | F    | 夫羅而林   |          | 弗氣     | 弗氣     | 氟       |
| 11   | Na   | 素地恩     | 鹻精     | 鏀       | 钠       | 钠       |
| 12   | Mg   | 美合尼西恩 |          | 镁       | 镁       | 镁       |
| 13   | Al   | 哀盧彌尼恩 | 礬精     | 钒       | 铝       | 铝       |
| 14   | Si   | 夕里西恩   | 玻精     | 玻       |          | 、       |
| 15   | P    | 燐         | 光藥     | 燐       | 燐       | 磷       |
| 16   | S    | 硫磺       | 硫磺     | 硫磺     | 硫       | 硫       |
| 17   | Cl   | 緑氣       | 緑氣     | 緑氣     | 緑氣     | 氯       |
| 19   | K    | 卜對斯恩   | 灰精     | 𨦗       | 钾       | 钾       |
| 20   | Ca   | 丐而西恩   | 石精     | 鉐       | 钙       | 钙       |
| 23   | V    | 凡奈地恩   |          | 鐇       | 钒       | 钒       |
| 24   | Cr   | 客羅彌恩   |          | 鏴       | 铬       | 铬       |
| 25   | Mn   | 孟葛尼斯   | 蒙石     | 锰       | 锰       | 锰       |
| 26   | Fe   | 鐵         | 鐵       | 鐵       | 鐵       | 铁       |
| 27   | Co   | 苦抱爾     |          | 鎬       | 鈷       | 钴       |
| 28   | Ni   | 臬客爾     |          | 镉       | 镍       | 镍       |
| 29   | Cu   | 銅         | 銅       | 銅       | 銅       | 铜       |
| 30   | Zn   | 白鉛       | 白鉛     | 鍟       | 锌       | 锌       |
| 33   | As   | 砒         | 信石     | ⿱信金   | 鉮       | 砷       |
| 34   | Se   | 西里尼恩   | 硒       | 硒       | 硒       | 硒       |
| 35   | Br   | 孛羅名     |          | 溴       | 溴       | 溴       |

## 偏旁部首
在中文元素命名法裡，每個化學元素用一個漢字命名，并用該字部首来表示此元素常溫（攝氏25度，華氏77度，或者開氏298度）時之物态：
- 固態的金属元素使用金字旁。例：銅、銠
- 固體的非金属元素使用石字旁。例：矽、碳
- 液態元素使用水字旁（在左偏旁時作三點水）。例：汞、溴
- 气态元素使用字旁。例：氧、氟

## 傳統字
金、银、铜、铁、锡、硫、汞、铅是古代就已知的元素，故無需造字，可直接使用。
磷之名称来自磷火一物，本作“粦”或“燐”，后加石旁以符合元素命名规范。
碳之名称来自木炭、煤炭等物，本作“炭”，后加石旁以符合元素命名规范。
另外，部分元素的命名源自於古代的生僻字。
明太祖朱元璋訂定了後代取名的規則，其中名字的第二個字必須依照「木火土金水」的順序取。但後來朱家的後代發現火字旁和金字旁的字不夠用，便從古書中發掘了許多生僻字，甚至自己造字，例如朱慎鐳、朱徵釙、朱悅烯。這些字與現代化學元素用字基本都是“同形字”關係，即字形恰好一致，但音、義並無邏輯上的關聯。今人創造化學元素用字時並未參考這些古字。

## 新字
元素的名称是十九、二十世纪创造的，组成由一个部首和表示读音的部分。是在近代化学由西方进入中国后，遵循徐寿创造的中文命名原则。

### 意譯
少数部分元素中文名称是描述特徵：
- 溴：味道臭。
- 氯：最初翻译为“绿气”，颜色黄绿色。
- 氢：最初翻译为“轻气”，重量轻。
- 氮：最初翻译为“淡气”，取冲淡空气之意。
- 氧：最初翻译为“养气”，取“养育”生命之意。
- 鉑：“白金”合为一字的写法（“铂”本指金属箔）。
- 磷：磷的本字為粦，指光亮。「米」字乃代表鬼火之「炎」字轉寫，下部「舛」字則指人足部。

### 音譯
其余元素中文名称为音译。读音部分几乎全部是大约根据欧洲和北美洲现代或中古化学家或地方的名称（参见化学元素名称词源列表）的第一个音节，例如：
- 用第一个音节：
  - Er（Erbium）＝金＋耳→铒
  - Nd（Neodymium）＝金＋女→钕
  - Eu（Europium）＝金＋有→铕
  - K（Kalium）＝金＋甲→钾
  - Na（Natrium）＝金＋内→钠
  - W (Wolfram) ＝金＋烏→鎢
  - Sb（Stibium）＝金＋弟→锑（用第一音节的一部分）
  - Ar（Argon）＝气＋亚→氩（用第一音节的一部分）
  - Sc (Scandium）＝金＋亢→鈧（用第一音节的一部分）
- 用第二个音节：
  - Rn（Radon）=气 + 冬→氡
  - As（Arsenic）=石 + 申→砷
  - Al（Aluminium）=金 + 吕→铝
- 用第三个音节：
  - I（Iodine）＝石＋典→碘

在这些字中，有的汉字原本与元素无关，而是后来改用于表示元素的名称，也有些是设计出来表示元素的新字。前者例如上述的“铂”，“磷”和“溴”，这些汉字在中国古代已经出现，并不能证明此时铂、磷、溴在中国已经发现。
还有一些汉字，以前表示一种元素，后来又表示另一种元素。
- “鎶”：以前代表Nb（铌），现在代表Cn。
- “鐽”：以前代表Ta（钽），现在代表Ds。

还有一些汉字，以前先后表示两种元素。
- “釢”：钕和镎
- “鈤”：锗和镭
- “銤”：锇和镅
- ：Masurium（ 锝 ）[note 6]和钐

## 读音
元素名称大多是形声字，因此读音大多与声旁相同。但是，即使除去古代就有的元素名称，也有例外。例如“氧”读yǎng（“养”）而不读yáng（“羊”），“钠”读nà（“纳”）而不读nèi（“内”）。
中國大陆普通话中同音元素有“硒”和“锡”（xī）。在台湾国语中同音元素有“硫”和“镏（镥）”（liú）、“氮”和“鉭”（dàn，中國大陸將鉭讀做tǎn）。

## 兩岸三地譯名差異
清朝末年，至少有兩套化學元素命名方法。中華民國成立後，對當時的化學元素命名進行了改革。
由於兩岸分治的緣故，化學元素官方中文譯名的發布方分別為全国科学技术名词审定委员会（中國大陸，早年名為学术名词统一工作委员会）和国立编译馆（台灣，現已併入国家教育研究院）。因此，有11個化學元素採用了相異的譯名。港澳地區的化學元素官方中文譯名一般採用中國大陸譯名的繁體。
隨著20世紀80年代後期兩岸關係逐漸解凍，學界恢復交流。另外，国际纯粹与应用化学联合会（IUPAC）在1997年正式宣布重新定名101-109号元素，因此101號及以後的化學元素中文譯名趨同，僅有繁簡轉換差異。
| 原子序數 | 元素符號 | 中國大陸簡體 | 香港繁體 | 台湾正体   | 元素發現年份  | 備註                                                            |
| -------- | -------- | ------------ | -------- | ---------- | ------------- | --------------------------------------------------------------- |
| 14       | Si       |              |          |            | 1824年        | 因為矽與硒、錫同音，1955年大陸將改為。                            |
| 43       | Tc       |              |          |            | 1937年        |                                                                 |
| 71       | Lu       |              |          |            | 1906年        | 因為鎦與硫同音，1955年大陸將鎦改為鑥。                          |
| 85       | At       | 砹           | 砹       | 砈         | 1940年        | 曾訛作鈪、銰                                                    |
| 87       | Fr       |              |          |            | 1939年        |                                                                 |
| 93       | Np       |              |          |            | 1940年        |                                                                 |
| 94       | Pu       |              |          |            | 1940 - 1941年 |                                                                 |
| 95       | Am       |              |          |            | 1944年        |                                                                 |
| 97       | Bk       |              |          |            | 1949年        |                                                                 |
| 98       | Cf       |              |          |            | 1950年        |                                                                 |
| 99       | Es       |              |          |            | 1952年        |                                                                 |
| 104      | Rf       |              |          | （旧作）   | 1968年        | 鑪原作为爐的異體字，簡化為炉；尚未被收入Unicode，且于2013年正式废止。 |
| 105      | Db       |              |          | （旧作）   | 1970年        | 尚未被收入Unicode，且于2013年正式废止。                         |
| 106      | Sg       |              |          | （旧作䤭） | 1974年        | 䤭于2013年正式废止。                                            |

除了硅和镥，中國大陆和台湾元素命名不同的元素发现的年份集中在1937年至1974年。1980年以后发现的元素在大陆和台湾用相同的字符表示，只有简繁的差异。
中华人民共和国成立之前，Si和Lu分别用汉字“矽”和“镏”命名。后来，由于“矽”和“硒”“锡”同音，“镏”和“硫”同音，重命名为“硅”和“镥”  。因此，这两个元素的名称在中國大陆和台湾不同。
中國大陆在命名新发现元素时采用的原则大致如下 。
- 尽量从现有的汉字中选择，避免设计新字。
- 尽量选择或设计笔画适度、字形美观、结构简单、容易与其他字区别的字，避免奇怪的字。
- 选择或设计一个形声字，其发音应接近國際純化學和應用化學聯合會（IUPAC）的名称。
- 避免与现有元素同音的字或多音字。
- 从现有汉字中选择时，尽量避免使用常用字。
- 为了统一中國大陆、台湾汉语文化圈的科学术语，最好使用繁体中文和简体中文之间没有区别的字。

## 氢的同位素
在氢的同位素中，质量数为1-3的氢同位素可以像元素一样用一个汉字表示。“气”左下方的笔划数与质量数相对应。
- “氕”：氢-1（1H）
- “氘”：氢-2（2H、D）
- “氚”：氢-3（3H、T）